# 태극검
태극검(太極劍,Taijijian)은  1956년 및 1958년 중화인민공화국  체육운동위원회가 전국민의 보건등의 목적을 위해 기존의 전통적인 태극권을 간략화하여 보편화시켜 국가 차원에서 보급한 24식 동작의 '간화태극권'을 개발한후 계속해서 전국적이고 국제적인 경기 규칙및 도검류의 정식 경기를 위해 개발한 것으로 태극검의 현대적인 역사를 찾아볼 수 있다.  태극검은 태극권과 마찬가지로 명대와 청나라 시대에 즈음하여 널리 보급된 중국의 무술로 알려져있다.
현재 우슈 투로의 태극검은 태극권과 함께 아시안게임 정식종목이다.

## 태극검의 주요 기술
양날을 가진 검을 사용하며  기본적으로 검(칼)을 밀고 당기는 원리에 기초한다. 이때 검을 밀고 당기는 방향에 더해 검신(劍身)의 자세와 이동하는 위치에 의해서 검의 사용방법이 여럿으로 다르게 나타난다.
|  | 검끝을 사용한다                                                                    |
|  | 검끝을 사용하여 검의 양날을 사용한다                                               |
|  | 검의 한쪽 날(blade)만을 사용한다                                                   |
|  | 검의 한쪽날을 밑면으로 사용한다                                                    |
|  | 검의 한쪽날만을 사용한다 (칼끝과 칼자루의 이동거리가 같다)                         |
|  | 검의 한쪽날만을 사용하여 원심력을 이용한다 (칼끝과 칼자루의 이동거리가 반비례한다) |

## 32식 태극검
32식 태극검의 동작 명칭
1. Point Sword with Feet Together (并步点剑)병보점검 - Beginning(起势)기세
2. Stand on One Leg and Thrust (独立反刺)독립반자
3. Sweep Sword in Crouch (仆步横掃)부보횡소
4. Carry Sword to the Right (向右平带)향우평대
5. Carry Sword to the Left (向左平带)향좌평대
6. Stand on One Leg and Cut with Arm-swing (独立掄劈)독립윤벽
7. Step Back and Withdraw Sword (退步回抽)퇴보회추
8. Stand on One Leg and Thrust (独立上刺)독립상자
9. Plunge Sword Downward in Empty Stance (虚步下截)허보하재
10. Thrust in Left Bow Stance (左弓步刺)좌궁보자
11. Turn Round and Carry Sword (转身斜带)전신사대
12. Retreat and Carry Sword (缩身斜带)축신사대
13. Lift Knee and Hold Sword with Both Hands (提膝捧剑)제슬봉검
14. Hop and Thrust (跳步平刺)도보평자
15. Swing Up Sword in Left Empty Stance (左虚步撩)좌허보료
16. Swing Up Sword in Right Bow Stance (右弓步撩)우궁보료
17. Turn Round and Withdraw Sword (转身回抽)전신회추
18. Thrust with Feet Together (并步平刺)병보평자
19. Parry in Left Bow Stance (左弓步攔)좌궁보란
20. Parry in Right Bow Stance (右弓步攔)우궁보란
21. Parry in Left Bow Stance (左弓步攔)좌궁보란
22. Step Forward and Plunge Backward (弓步反刺）궁보반자
23. Turn Round to Cut (反身回劈)반신회벽
24. Point Sword in Right Empty Stance (虚步点剑)허보점검
25. Stand on One Leg and Hold Sword Level (独立平托)독립평탁
26. Cut in Bow Stance (弓步挂劈)궁보괘벽
27. Cut with Arm-swing in Empty Stance (虚步掄劈)허보륜벽
28. Step Back to Strike (撤步反擊)철보반격
29. Step Forward to Thrust (進步平刺)진보평자
30. Withdraw Sword in T-Step (丁步回抽)정보회추
31. Circle Sword Horizontally (旋转平抹)선전평말
32. Thrust Forward in Bow Stance (弓步直刺)궁보직자 - Closing Form(收势)수세

## 같이 보기
- 태권도
- 국민체조
- 요가
- 코어근육운동

## 참고
- (한국스포츠사랑연구소-중국 내가권법과 외가권법에 대한 스포츠인류학적 탐색)http://cafe.daum.net/_c21_/bbs_search_read?grpid=1T6PB&fldid=TNeY&datanum=21&q=%B3%BB%B0%A1%B1%C7%B3%BB%B0%F8%BC%F6%B7%C3%C0%D4%B9%AE&_referer=V7kfJwkeLEGMZxGlgqZEmYGmua2t8avqS3JyN_LDw7M38M9ZJS6t7239wvEdKXKYPRHmxLl18b23YkqiHrlwls_kYurP2DH-
- (경남우슈협회-우슈의 발전)http://gnwushu.or.kr/wushu_a02%5B깨진+링크(과거+내용+찾기)%5D